# Phara
Koordinaten: 38° 5′ 52″ N, 21° 43′ 26″ O
Phara (altgriechisch Φαρά, auch Φαραί Pharai) ist eine antike griechische Stadt in der West-Achaia am linken Peirosufer (heute Kamenitsa) bei den heutigen Dörfern Pharai und Prevedos. Pharai war in der mykenischen Ära ein wichtiger Ort. Es gehörte nach Herodot zu den zwölf alten Städten der Achaia und zum Kern des neuen Achaiischen Bundes. Die Stadt wurde 14 v. Chr. von Kaiser Augustus in das Territorium der neu gegründeten Kolonie Patrai eingegliedert. Heute sind von Pharai noch ausgedehnte Ruinen übrig.
Pausanias berichtet von einem Orakel auf der Agora von Pharai: Dort befand sich ein marmornes Bildnis des Hermes, davor ein marmorner Herd mit Lampen aus Bronze. Wer ein Orakel wollte, kam am Abend, zündete Weihrauch auf dem Herd an, goss Öl in die Lampen und flüsterte dem Gott die Frage ins Ohr. Dann hielt man sich die Ohren zu und entfernte sich. Wenn man den Marktplatz verlassen hatte, nahm man die Hände von den Ohren. Die ersten Worte, die man dann hörte, waren das Orakel.